# Karl Korn (Politiker)
Johann Karl Korn (* 17. November 1903 in Köln; † 9. März 1974 ebenda) war ein deutscher Politiker (CDU) und von 1950 bis 1958 Mitglied im Landtag von Nordrhein-Westfalen.

## Leben
Korn absolvierte nach der Volksschule eine Schlosserlehre. Er war vor 1933 Mitglied der Zentrumspartei, der Christlichen Gewerkschaft und gehörte dem Windthorstbund an. 1945 wurde er Mitglied der CDU, war 1945 bis 1950 Vorstandsmitglied der CDU Köln. In der 2. und 3. Wahlperiode (5. Juli 1950 bis zum 12. Juli 1958) gehörte dem nordrhein-westfälischen Landtag an. Er war der direkt gewählte Abgeordnete im Wahlkreis 016 Köln-Stadt IV. Von Oktober 1946 bis September 1948 war er Stadtverordneter in Köln.
Korn starb 1974 im Alter von 70 Jahren in seiner Wohnung in Köln-Longerich. 1933 hatte er Alwine Elfrieda Wolfram (1906–1973) geheiratet. Die Grabstätte der Eheleute befindet sich auf dem Friedhof in Köln-Longerich.
1984 wurde im Kölner Stadtteil Altstadt-Süd die Karl-Korn-Straße nach ihm benannt.